# Batalha de Orcômeno
A Batalha de Orcômeno (em latim: Orchomenus) foi travada em 85 a.C. entre a República Romana e o Reino do Ponto durante a Primeira Guerra Mitridática. O exército romano foi liderado por Lúcio Cornélio Sula e o pôntico, por Arquelau. Os romanos se saíram vitoriosos e o próprio Arquelau acabou desertando o rei Mitrídates VI para os romanos. 

## Contexto
Depois de sua vitória sobre Arquelau na Batalha de Queroneia, Sula partiu para a Tessália para se encontrar com o cônsul Lúcio Valério Flaco, que vinha da Itália com ordens de atacá-lo e não de ajudá-lo. No caminho, Sula soube que Dorileu havia desembarcado em Cálcis com um grande exército de cerca de 80 000 dos melhores homens de Mitrídates para reforçar Arquelau. Dorileu queria atrair Sula para uma batalha o quanto antes e conseguiu seu desejo quando Sula abandonou a Tessália abruptamente para enfrentá-lo. Depois de uma escaramuça com as tropas romanas, Dorileu repensou seu plano e passou a adotar uma estratégia de guerra de atrito. Arquelau, por outro lado, se viu encorajado pelo terreno plano à volta de seu acampamento em Orcômeno, amplamente favorável à sua cavalaria, superior à dos romanos.

## Batalha
Enquanto Arquelau deixou seus homens relaxarem depois de tomarem suas posições, Sula manteve os seus ocupados cavando trincheiras e fossos que, segundo seu plano, levariam a cavalaria de Arquelau para fora da planície na direção de áreas mais pantanosas. Arquelau percebeu o plano de Sula e lançou diversos ataques contra os legionários que trabalhavam na obra. Em um deles, o enteado de Arquelau, Diógenes, se destacou em um bravo ataque no qual acabou morto gloriosamente. No ataque final de Arquelau, Sula derrotou definitivamente suas tropas e tomou seu acampamento. Plutarco afirma que morreram tantos homens que o mangue ficou vermelho com o sangue e que duzentos anos depois elmos e armas bárbaras ainda podiam ser encontrados na região. Depois da batalha, Sula capturou e destruiu as cidades beócias de Anthedon, Darymna e Halae. Posteriormente, ao encontrar peixeiros de Halae que lhe presentearam com peixes, o próprio Sula lhes disse que estava surpreso por encontrar habitantes da cidade ainda vivos; ele os deixou partir ilesos do encontro, o que inspirou os gregos a repopularem a cidade.

## Eventos posteriores
Enquanto Sula estava lutando contra Mitrídates, Roma sofria com as perseguições dos dois cônsules de 85 a.C., Lúcio Cornélio Cina e Cneu Papírio Carbão, os líderes da facção dos populares, o que fez com que muitos senadores e cidadãos proeminentes da cidade, especialmente os membros da facção rival dos optimates, fugissem para o acampamento de Sula. Entre eles estava a esposa de Sula, Cecília Metela Dalmática e seus filhos. Sula tentou usar sua vitória em Orcômeno para conseguir uma paz apressada com Mitrídates para que ele próprio pudesse voltar para a Itália. Apesar dos termos oferecidos por Sula não terem sido aceitos de imediato, Arquelau conseguiu mediar uma paz entre Sula e Mitrídates. Posteriormente, as tropas de Caio Flávio Fímbria desertaram para Sula (estas eram as tropas de Lúcio Valério Flaco, que Fímbria havia se apoderado depois de um motim), levando Fímbria a se matar. Firmada a Paz de Dárdanos com Mitrídates, Sula finalmente retornou para Itália.